# Château-Renault
Château-Renault ist eine französische Gemeinde mit 4560 Einwohnern (Stand 1. Januar 2022) im Département Indre-et-Loire in der Region Centre-Val de Loire; sie gehört zum Arrondissement Loches und ist Hauptort des Kantons Château-Renault. Die Stadt liegt an der Brenne, direkt an der Einmündung ihres Nebenflusses Gault.

## Bevölkerungsentwicklung
| Jahr                       | 1962 | 1968 | 1975 | 1982 | 1990 | 1999 | 2007 | 2017 |
| Einwohner                  | 4238 | 5125 | 6043 | 6121 | 5787 | 5538 | 5209 | 5001 |
| Quellen: Cassini und INSEE |      |      |      |      |      |      |      |      |

## Sehenswürdigkeiten

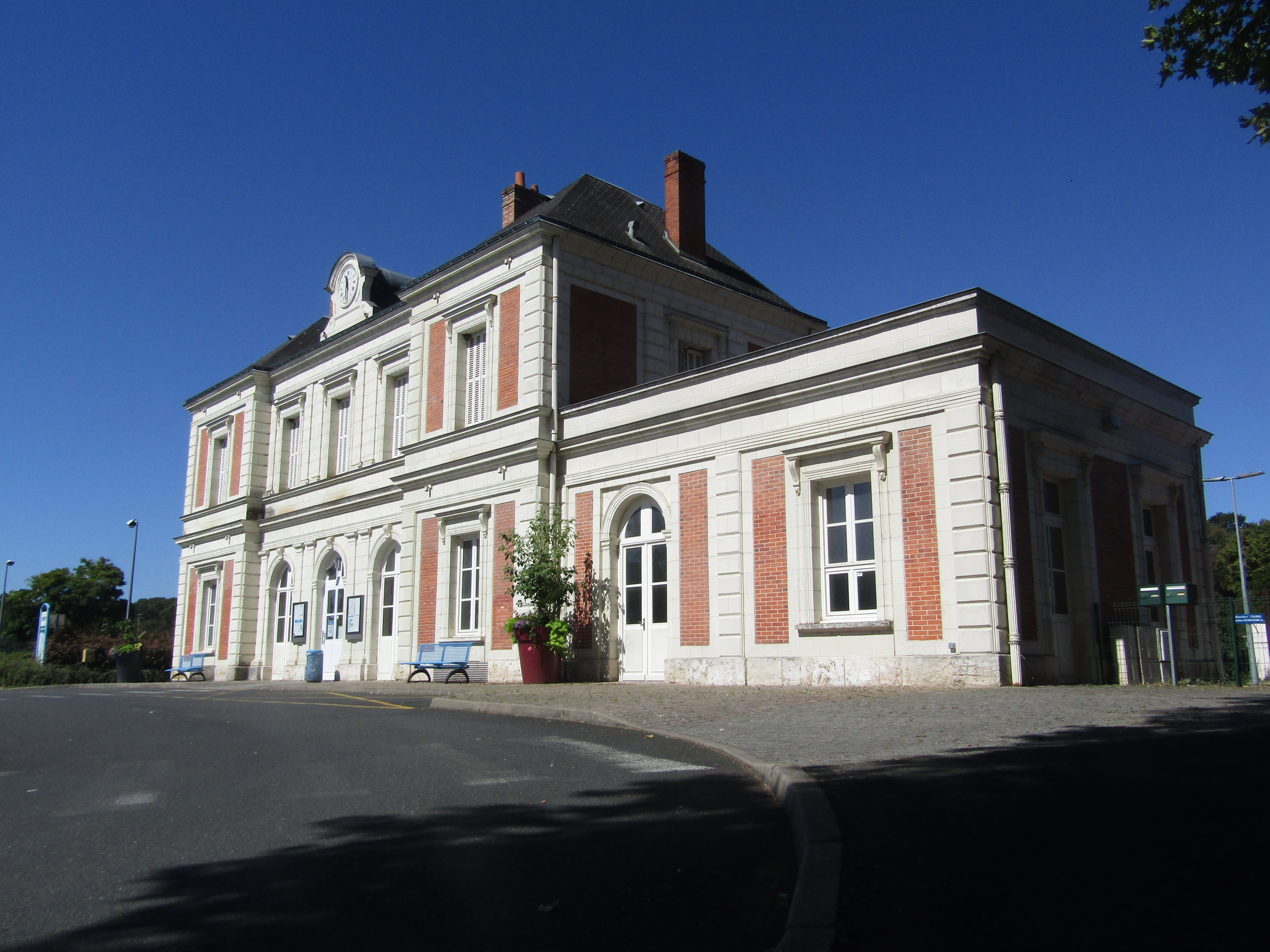
Bahnhof Château-Renault

- Château (Schloss)
- Kirche Saint-André

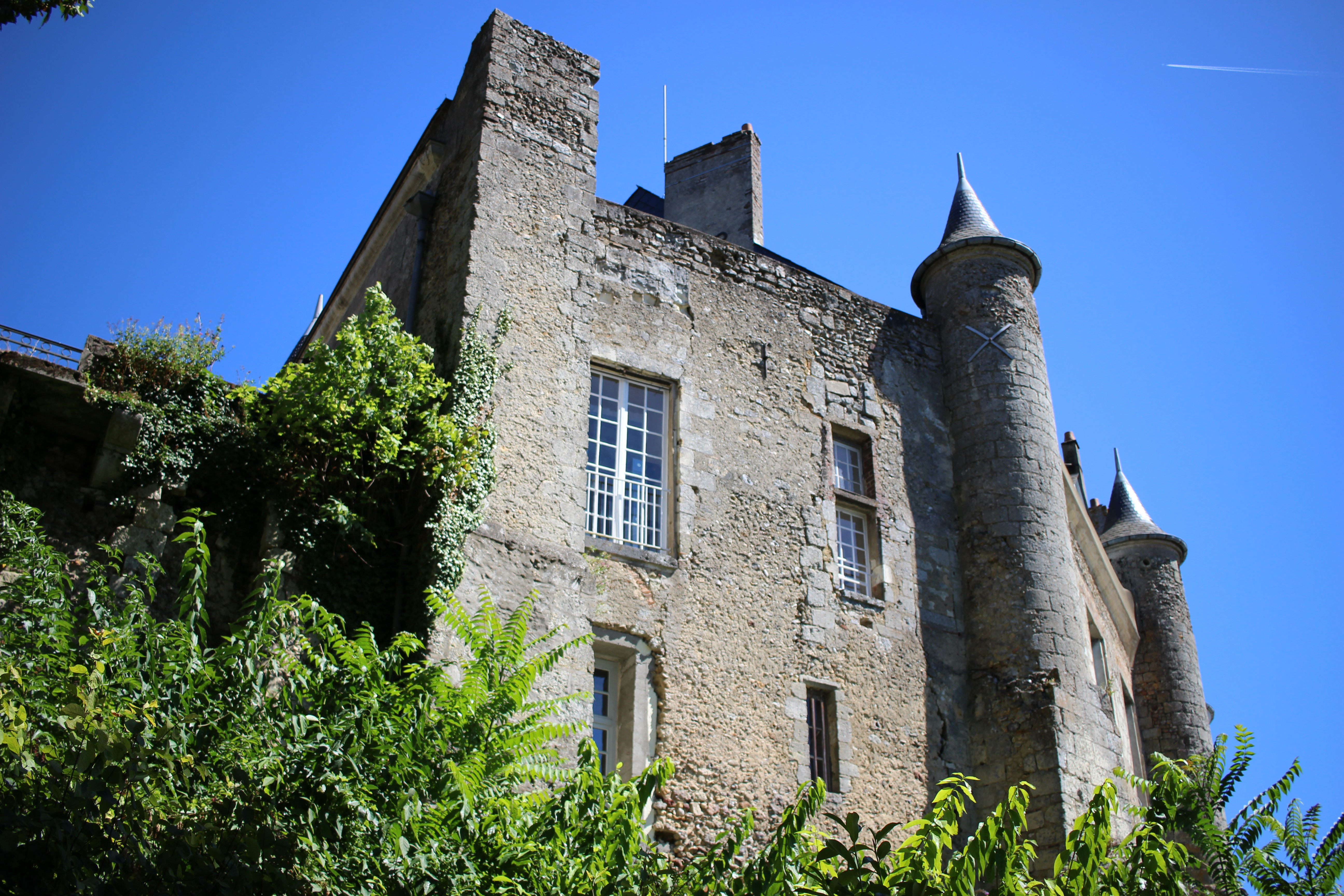
Schloss in Château-Renault
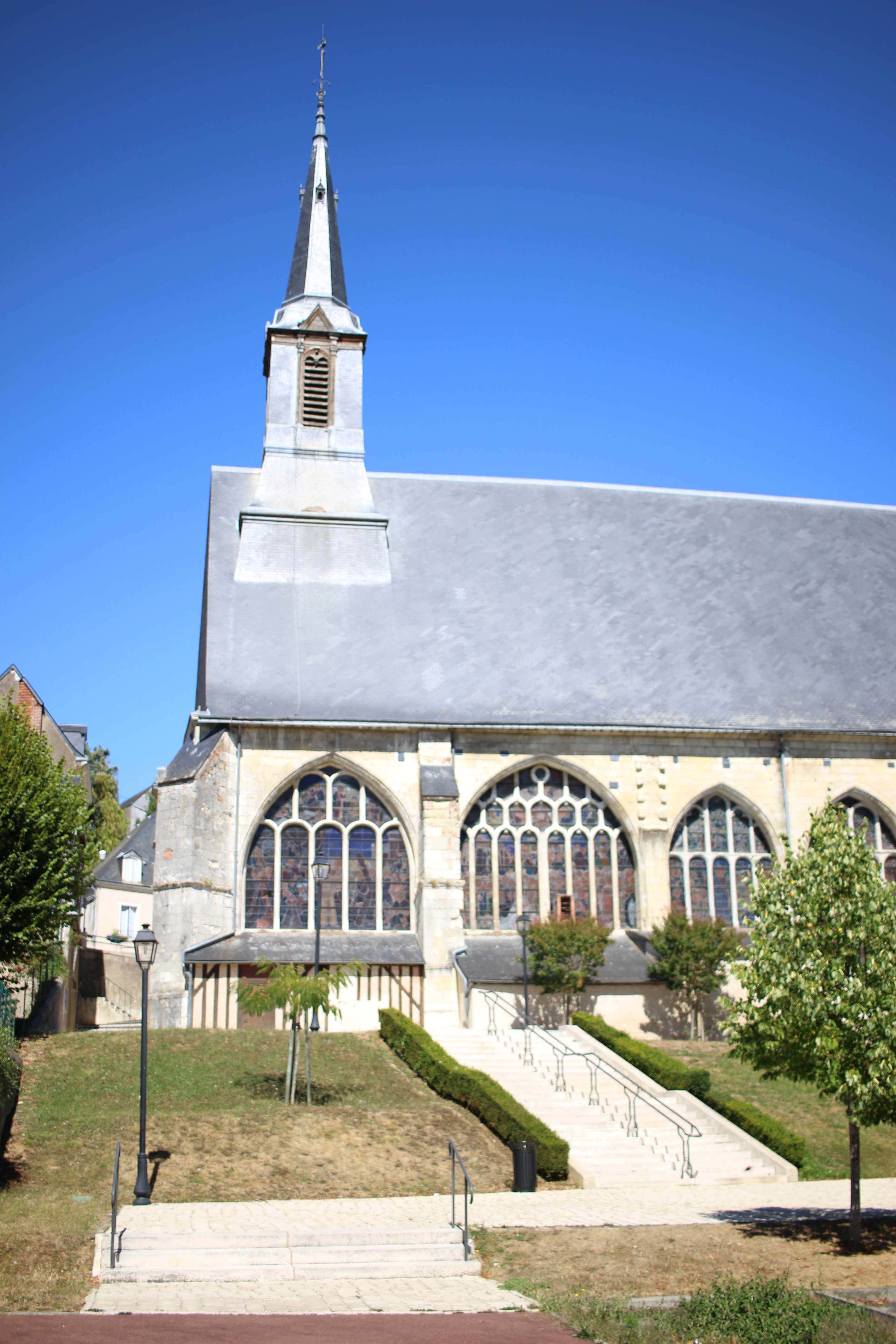
Kirche Saint-André

## Partnerstadt
- Mülheim-Kärlich in Deutschland

## Persönlichkeiten
- André Bauchant (1873–1958), Maler der Moderne
- François Louis Rousselet de Châteaurenault (1637–1716), Marschall von Frankreich und Vizeadmiral